# Mulighedernes Land (Realdania-projekt)
|  | Denne artikel omhandler et Realdania-projekt. For andre betydninger se Mulighedernes Land. |
Mulighedernes Land er et projekt-samarbejde mellem Realdania og Bornholms Regionskommune, Lolland Kommune og Thisted Kommune.
Formålet er at udvikle strategier til positiv udvikling i Danmarks yderområder.
Et eksempel er projektet Sandvig Strandpromenade. Det er strandpromenaden i Sandvig (Allinge-Sandvig) på Bornholm der bliver fornyet og forbedret. Efter at et en bygning med et "bølgebad" fra 1975 er revet ned i 2011, er kystlandskabet med klitter blevet genskabt. Adgangen forbedres med stier og træstier / træriste, og der bygges omklædningsrum. Budgettet er ca. 10 millioner kroner, og arbejdet afsluttes i 2012. Projektet er en fortsættelse af Bornholms Regionskommunes "Områdefornyelse i Sandvig 2005 – 2009". De samlede initiativer tilsigter dels at fremme turismen og turist-erhvervet, dels at "styrke byens identitet og borgernes tilhørsforhold til byen".